# Moerghob (district)

De locatie in Tadzjikistan

Moerghob is een district in de Tadzjiekse provincie Gorno-Badachsjan, tegen de grens met China en Afghanistan.